# Władimir Kasznikow
Władimir Nikołajewicz Kasznikow, ros. Владимир Николаевич Кашников (ur. 3 marca 1923 w obozie w Strzałkowie, zm. w 1992) – rosyjski działacz emigracyjny, wojskowy 2 Dywizji Piechoty Sił Zbrojnych Komitetu Wyzwolenia Narodów Rosji pod koniec II wojny światowej.
Ukończył gimnazjum rosyjskie w Warszawie. W 1939 wstąpił do Narodowo-Pracowniczego Związku Nowego Pokolenia (NTS). Jednocześnie działał w drużynie rosyjskich skautów. Po ataku wojsk niemieckich na ZSRR przedostał się na okupowane tereny Związku Sowieckiego. Był członkiem konspiracyjnej grupy NTS w Briańsku. Został oficjalnie tłumaczem w urzędzie miejskim i konferansjerem w miejscowym teatrze. Na początku 1943 przybył do Warszawy, skąd wkrótce udał się do miasta Lepel, gdzie zwerbował dla NTS kilka osób. Po dotarciu do miasta Rosyjskiej Narodowej Armii Ludowej próbował bezskutecznie prowadzić w jej szeregach działalność propagandową. Zagrożony aresztowaniem przez Niemców, wyjechał do Mińska, a potem do Mołodeczna. W czerwcu 1944 przybył do Warszawy. Od końca 1944 przechodził szkolenie dywersyjne w szkole wywiadowczej w St. Johann am Walde. Na początku 1945 wstąpił do nowo formowanej 2 Dywizji Piechoty Sił Zbrojnych Komitetu Wyzwolenia Narodów Rosji. Po zakończeniu wojny zamieszkał w Salzburgu. Następnie wyemigrował do Chile. Od 1965 żył w Stanach Zjednoczonych. Pracował w zakładach tekstylnych. Do 1987 pełnił funkcję skarbnika grupy NTS w New Jersey. W 1991 napisał wspomnienia z okresu II wojny światowej, które opublikowano w piśmie „Grani”.